# Heilig-Hartkapel (Benzenrade)

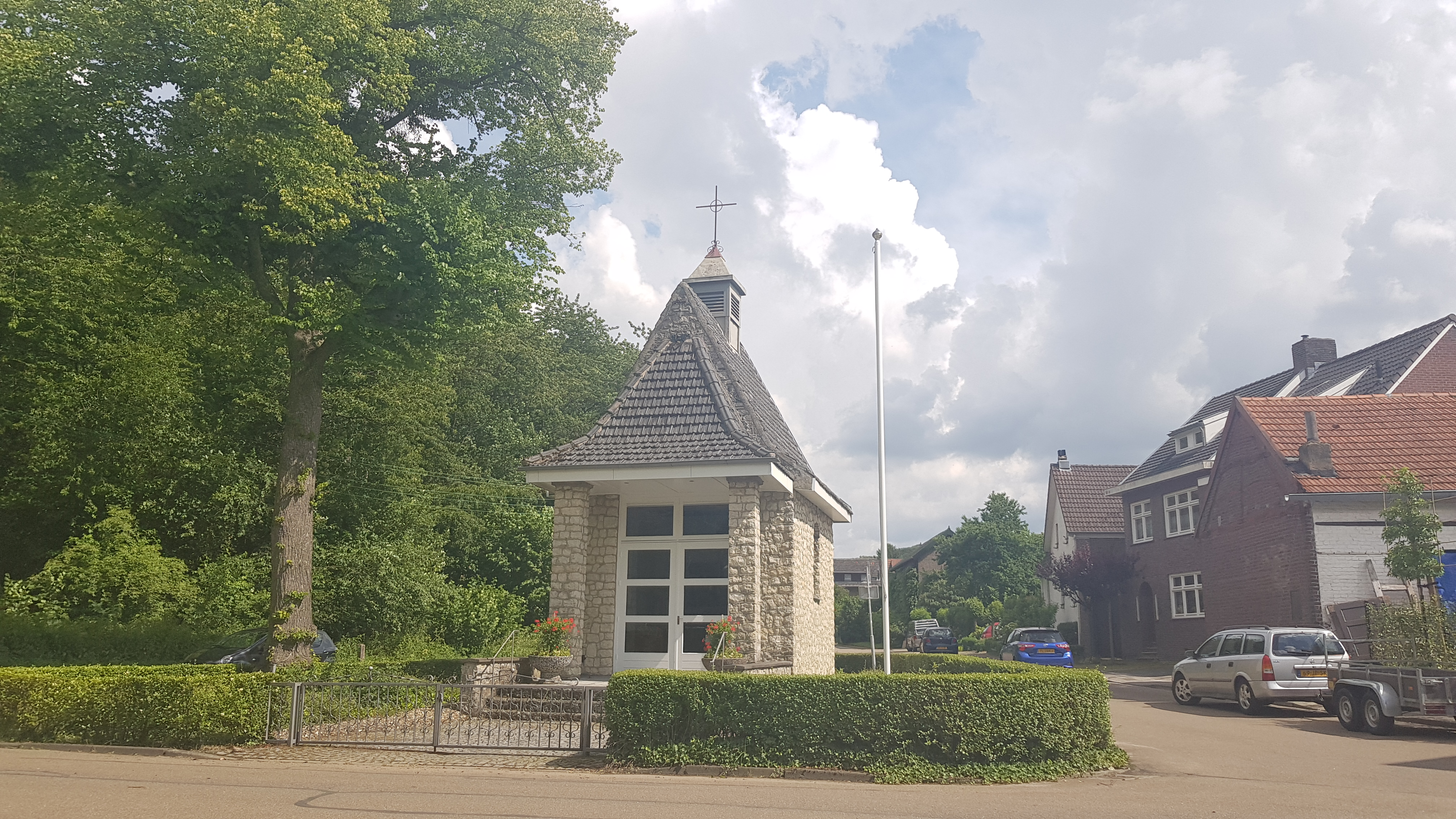
De Heilig-Hartkapel

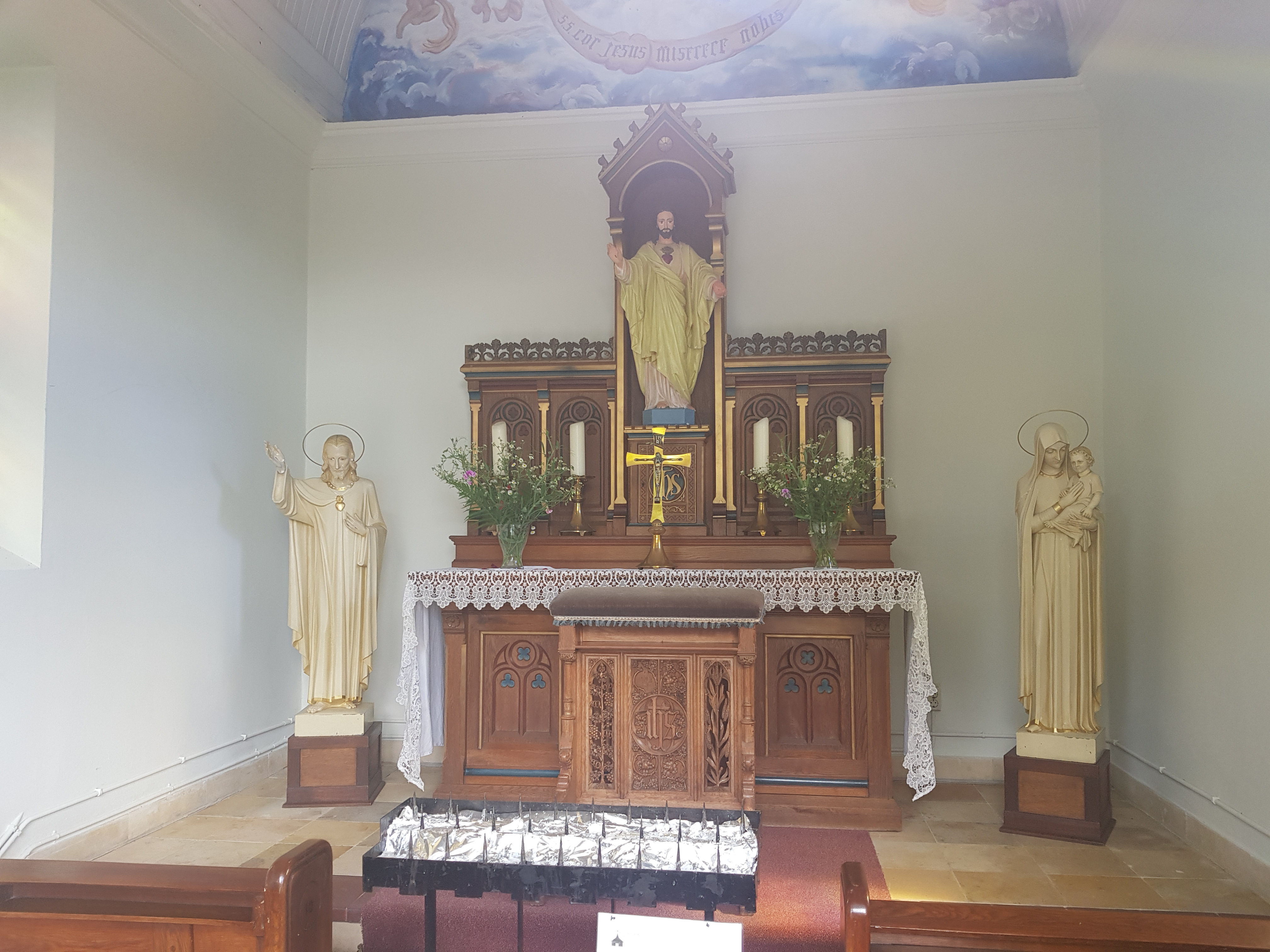
Interieur van de kapel

De Heilig-Hartkapel is een kapel in Benzenrade in de Nederlands Zuid-Limburgse gemeente Heerlen. De kapel staat midden in de plaats aan de kruising van straten van Benzenrade. De kapel staat op de noordelijke rand van het Plateau van Ubachsberg en ten zuidwesten snijdt het Droogdal de Dael in op dit plateau.
De kapel is gewijd aan het Heilig Hart van Jezus. Eens in de drie jaar doet de sacramentsprocessie vanuit Welten de kapel aan als rustaltaar. De 
Buurtvereniging Benzenrade beheert de kapel.

## Geschiedenis
Vanaf 1921 was Welten een zelfstandige parochie en zou men ook met de sacramentsprocessie langs Benzenrade komen. Door de pastoor werd een groot kruisbeeld voorgesteld, maar uit eindelijk besloot men om een kapel te bouwen.
In het voorjaar van 1924 begon men met de bouw van de kapel op de plaats van de Kikkerpoel. In de kapel werden brokken kalksteen gebruikt die afkomstig waren van de kalkbranderij Klinkers (later Kurvers) uit Droogdal de Dael. Op 15 augustus 1925 werd op Maria Hemelvaart de kapel door de pastoor ingewijd.
In 2019 kreeg de kapel nieuwe glas-in-loodramen die op 25 augustus 2019 werden ingezegend met een heilige mis ter plaatse.

## Bouwwerk
De in Kunradersteen opgetrokken kapel staat op een rechthoekig plattegrond en wordt gedekt door een zadeldak met zwarte dakpannen met voor de ingang een afdak op twee zuilen. Het zadeldak heeft een hol gebogen dakvoet en midden op de nok van de kapel staat een dakruiter die bekroond wordt door een kruis. Hoog in de achtergevel is een rond venster aangebracht en de zijgevels hebben elk een rondboogvenster met kleurrijk glas-in-lood. De frontgevel bevat de rechthoekige toegang tot de kapel die wordt afgesloten met een dubbele rechthoekige toegangsdeur.
Van binnen is de kapel wit gepleisterd en heeft het een tongewelf van schrootjes. Tegen de achterwand is op een verhoging van drie treden het grote houten altaar geplaatst dat afkomstig is uit de kerk van Welten. Op het altaar staat een polychroom Heilig Hartbeeld dat een Christusfiguur afbeeldt die zijn rechterhand zegenend opgeheven houdt en met zijn linkerhand naar voren wijst. In zijn handen zijn de stigmata te zien en op zijn borst het Heilig Hart. Links en rechts van het altaar zijn beelden geplaatst, waarbij het linkerbeeld Maria met kindje Jezus toont en het rechter beeld een Heilig hartbeeld betreft. Boven het altaar is ter hoogte van het gewelf een muurschildering aangebracht.